# 皮耶韦博维利亚纳
皮耶韦博维利亚纳（義大利語：Pievebovigliana），曾是意大利马切拉塔省的一个市镇。总面积27平方公里，人口895人，人口密度33.1人/平方公里（2009年）。ISTAT代码为043037。
2017年1月1日，菲奥尔迪蒙泰和皮耶韦博维利亚纳两市镇合并为新的瓦尔福尔纳切市镇。